# Los Ocotes, delstaten Mexiko
Los Ocotes är en ort i kommunen Temascaltepec i delstaten Mexiko i Mexiko. Samhället hade 671 invånare vid folkräkningen 2020.